# 眞鍋かをり
眞鍋 かをり（まなべ かをり、1980年〈昭和55年〉5月31日  - ）は、日本の俳優、グラビアアイドル、マルチタレント。オールラウンド所属。愛媛県西条市出身。西条市立西条小学校、西条市立西条北中学校、愛媛県立西条高等学校、横浜国立大学教育人間科学部（国際共生社会課程）卒業。本名(結婚前)同じ。夫はロックバンド「THE YELLOW MONKEY」ボーカル担当の吉井和哉。

## 略歴
横浜国立大学教育人間科学部（国際共生社会課程）に入学前に初めて1人で入った渋谷の吉野家を出たところをスカウトされ、芸能界入りした。
1999年
雑誌『ホットドッグ・プレス』のドリームガールグランプリを受賞。
2000年
東洋紡水着キャンペーンガールと日本テレビ主催の日テレジェニックに選出される。
同年、日テレジェニックのメンバーとしてシドニーオリンピックのサポーターガールを務める。
2001年
DVD作品『TERRORS 闇夜〜DARKNESS〜』にてドラマ初主演、映画『ウォーターボーイズ』でスクリーンデビューを飾る。志賀高原観光大使に任命される。
2003年
3月、横浜国立大学教育人間科学部（国際共生社会課程）卒業。
2004年
6月30日、ブログ「眞鍋かをりのココだけの話」を開設。あっけらかんとした日常生活の着眼点と発想の面白さ、自らを「オイラ」と称する独特の文体からたちまち人気ブログとなる。
7月12日付のブログ記事「なりきりTommy february6」においてTommy february6を意識した眼鏡美人姿を披露したことがきっかけで、トラックバック数日本記録を樹立するに至り、マスコミから「ブログの女王」の称号を受ける。
2005年
8月、自身のブログをまとめた『眞鍋かをりのココだけの話』（インフォバーン刊）を発売。発行部数はブログ本としては異例の20万部を突破する大ベストセラーとなる。この年の話題の人物として、年末の紅白歌合戦に審査員として出演。
2006年
2月、スキンケアブランド「プロアクティブ」の日本市場キャスターに就任。ニキビで悩んで「引きこもりだった」ことを告白。同社から「NO!ニキビーナス」の称号を贈られる。
2007年
4月、テレビ東京のスポーツニュース番組「メガスポ!」でニュースキャスターに初挑戦。
7月、第4回納豆クイーンに選ばれる。
10月、第20回メガネベストドレッサー賞の芸能人部門に選ばれる。
2008年
11月、フードアナリスト4級の資格を取得するとともに、日本フードアナリスト協会のイメージキャラクターに就任。
2009年
9月、所属事務所・アヴィラと旧所属事務所・アバンギャルドに対し契約解除を通知。
12月に契約解除の確認を求めて東京地裁に訴訟を起こした。2011年12月13日、アヴィラとの契約関係は2009年12月31日で終了していると東京地裁が判断を下したことを受け和解したことを発表。
2010年
10月31日、ブログ「眞鍋かをりのココだけの話」を閉鎖。
2011年
5月31日よりlivedoor Blogにて「眞鍋かをり Official Blog」を開設。新ブログでは眞鍋の趣味である「一人海外旅行」を中心に日頃の何気ない日常を綴り、元祖ブログの女王のブログ再開ニュースは一躍ネットで話題になった。
2012年
1月20日、ノースプロダクションに所属。
2月23日、眞鍋が元THE YELLOW MONKEYのヴォーカルである吉井和哉と交際中であることが報じられ、眞鍋もレギュラー出演していた「情報プレゼンター とくダネ!」で報道を認めた。
12月9日、歯の矯正をしていたことから「Go！クリニック　スマイル大使」に任命される。
2013年
2月19日、眞鍋が7月の参議院選挙に自民党から出馬することを週刊誌の『女性自身』が報じた。しかし、眞鍋はレギュラー出演していたラジオ番組（大竹まこと ゴールデンラジオ!）で報道を否定した。
同月、GREEの有料メルマガ・Webマガジンサービス「Magalry」にて眞鍋かをり執筆による「Magalry 30女が◯◯について本気出して考えてみた」を連載開始。
2015年
4月17日、『高校講座　世界史』（NHKEテレ）にマジカル・ヒストリー倶楽部のリーダーとしてレギュラー出演。永松文太をプランナーとして迎え入れ、2人で番組を進行。
6月26日、ミュージシャンの吉井和哉（THE YELLOW MONKEY）と結婚したことを自身のブログで発表した。また、妊娠しており、秋に出産予定であることも同時に報告している。
8月25日を最後に『大竹まこと ゴールデンラジオ!』（文化放送）の火曜日レギュラーを卒業し、産休に入る。
9月、婚姻届を提出、10月に第1子の女児を出産。2016年1月2日放送の『歌う！人生ゲキジョー』（TBS系）の司会でテレビ復帰。
2016年
10月9日、愛媛県の「伊予観光大使」に任命。
2018年
2月、愛媛県が生んだ新品種の花「さくらひめ」の大使に任命。
6月、友人でもある犬山紙子の呼びかけで、虐待をなくすためのタレントチームを結成。7月10日、厚生労働省を訪れ、加藤勝信大臣あてに児童虐待の根絶に向けた提案書と要望書を提出した。
10月、地元愛媛県西条市の「LOVE SAIJO応援大使」に就任。
2021年
4月27日より芸能事務所オールラウンドに所属。

## 人物
姓の「眞鍋」の「眞（真）」は本人の意思により旧字体の「眞」を使用するが、旧字体等の使用に制限がある一部メディアでは新字体の「真鍋」に修正して表記される。

### 家族
夫は、ミュージシャンの吉井和哉
夫との間には2015年に生まれた女児がいる。

### 実家
- 父[27]、母[27]、2歳下の弟[28]、7歳下の妹[28]がいる。ファザコン[29][30]。ボーイフレンドができると必ず父親に紹介する。母の実家が北海道札幌市[31]で祖父母が住んでいる[32]。
- 「うめ」と名付けた犬を飼っていた[33]。

### 趣味・特技
- 子供の頃は、少年ジャンプを毎週地元のコンビニ「セブンエイト」で購入し『アウターゾーン』が好きだった[34]。
- 小学校は陸上やミニバスケット、中学校では剣道をしていた[35]。
- アナウンス（アナウンススクールに通っていた経験がある）、イラスト。
- 体が柔らかく、チアリーダーのように左右に大きく開脚してジャンプしたり[36]「I字バランス」のように足をハイキックして垂直に振り上げたり[37] することができる。
- 一人海外旅行（『外国へ旅に行こう』と思いついたその日に出発することが多い。ノープランでホテル予約や観光をしており、自身のブログでも度々海外旅行記が掲載されている）。
- 30歳を超えてから運動に目覚め、ゴールドジムに通いだした。自宅でも毎日シャドーボクシングやランニングを行っており、ダイエットに成功中とのこと。格闘技にも挑戦中だとブログで明かした[38]。

### 嗜好
- 納豆、お酒、チーズ。

### 資格
- フードアナリスト4級を取得[7]。
- バイクの免許を取得し、大型スクーターを所有している[39]。
- 2010年11月、C.P.Aチーズプロフェッショナルを取得した[40]。
- J.S.A.認定ワインエキスパート取得[41]。

### 交友関係
- 杉崎美香（『NIPPON@WORLD』で共演）と仲が良く、食事や旅へ行く様子がブログに綴られている[42][43]。
- 同郷（愛媛県）の声優・水樹奈々とは2009年12月13日に、映画『レイトン教授と永遠の歌姫』の試写会で初対面を果たしている[44]。
- 犬山紙子とは番組共演を機に意気投合し[45]、児童虐待をなくす活動をしているチーム「こどものいのちはこどものもの」を立ち上げている[46]。

### 愛媛県に対する思い
- 地元への思いは強く、たびたびブログで綴っている[47]。高校生の頃は松山市の大街道へ遊びに出かけることがあり、地元での仕事が終わってから久しぶりに訪れている[48]。西条市にもタイミングをみて帰省している[49]。
- 西条祭りは大学に入ってすぐに仕事を始めたので、上京してからは一度も参加できていないが[47]、金木犀の香りを嗅ぐと祭りと連想されるという[47]。
- 今まで仕事で愛媛に行くことはあったものの、西条市でロケをするのは「誰だって波瀾爆笑」（2018年5月13日放送）が全国放送では初めてだった[50]。この番組では愛媛発祥のコンビニ「ナイトショップいしづち」など思い出の場所を訪問している[50]。

### エピソード
- 選択的夫婦別姓制度に賛同している。自分の名前では「小俣」さんや「脇」さんとは結婚できない、と言う[51]。
- 煙草を吸わない非喫煙者であり、25歳の時にサンプルでもらった煙草に興味本位で火をつけようとしたところ、ライターが無かった為、ガスコンロで火をつけようとしたが為に、前髪が燃えるというアクシデントに見舞われたのを期に、一生、煙草は吸わないと宣言している[52]。
- 注意欠陥・多動性障害の傾向があるとの診断を受けたことがある[53][54]。
- 鬼滅の刃を激推ししていることを自らSNSを通して公言している[55]。

### インターネット関連
- 2004年6月30日から2010年10月31日まで開設していた自身のブログ「眞鍋かをりのココだけの話」には、驚異的な数のトラックバックがあり、一記事に対するトラックバック数がトラックバックスパムも含め3000を超える場合もある。その数は日本一と言われており、「ブログの女王」と呼ばれた。当時ヤクルトに在籍していた古田敦也選手に「打倒眞鍋かをり」と、古田の公式ブログにてトラックバック数の目標にされたこともある。
- 2005年12月5日には眞鍋のブログがニフティの「ココログ」に開設されている縁から、ニフティが開設したサイト「ブログ普及委員会」の委員長に就任した。
- 2006年1月、安全にPCを利用するための啓発活動として、キャッチフレーズ「マナベにまなべ」を掲げ「CHECK!PC」キャンペーンのイメージキャラクターに起用される。また自身のPCが多数のスパイウェアに感染していたと告白[56]。これについては高木浩光にスパイウェア対策ソフトを売るためのFUD[注 4] の可能性を指摘された[57]。
- かつてはブログにおける一人称として「オイラ」を使用していたが、私生活で"オイラ"といわなくなったので「私」を使用するようになったとインタビュー記事で述べている[58]。
- 2011年7月4日、Twitterを始める。開始から1日でフォロワー数が1万人を超えた[59]。

### 選挙ポスターの騒動
- 2009年衆議院選挙を前に出演見合わせ騒動が起こった。事の発端は前衆議院議員の城内実（当時）が第45回衆議院議員総選挙に立候補する際、以前、眞鍋対談した時に撮影したものを選挙ポスターに使用したため眞鍋が急きょ出演見合わせとなった。テレビ局側は眞鍋が特定の立候補者を支持しているとため出演を見送ったという説明が告げられた[60]。もし、眞鍋が写真を選挙ポスターに利用したまま番組に出演した場合、公職選挙法第151条の3項「選挙放送の番組編集の自由および」同第152条「あいさつを目的とする有料広告の禁止」に抵触する可能性がある[61]。しかし、眞鍋本人は出演見合わせとなったことに納得しておらず、ブログにて写真は勝手に使われ困惑していると特定の立候補者支持を否定し[60][62]、所属事務所も同様に支持を否定したが、城内は以前、眞鍋対談した際に撮影したものをポスターに使用し撮影した内容について「事前に承諾を得た」と主張、意見の食い違いが起きた。しかし、眞鍋のテレビ出演の見合わせを受け、城内側はこのようなことになり不本意であるとコメントしポスターの撤去と対談の動画の削除を行った。その後眞鍋は番組に復帰した[63]。

### 年齢詐称の騒動
- 『週刊文春』2010年5月6日・13日号ゴールデンウィーク特大号の特集記事「総追跡33本 この女のナゾを解く!」にて、眞鍋かをりの年齢詐称を掲載した。記事には所属芸能事務所（アヴィラ）との民事訴訟が東京地方裁判所にて争われた中で、原告（眞鍋かをり）の生年月日が「昭和55年5月31日生」となっていた。しかし、2010年当時の眞鍋の芸能プロフィールには「昭和56年（1981年）3月31日生まれ」と、丁度10か月後の鯖読みとなっていた。『週刊文春』の記者が生年月日の件を、眞鍋に対して直撃取材した所「ごめんなさい、今はタイミング的にお話出来ないんです」と、コメントを避けたが、結果として眞鍋は事実を認め、2012年時点では「1980年（昭和55年）5月31日」の生年月日をプロフィールに使用している。眞鍋は1998年に愛媛から上京し、横浜国立大学に入学する直前に渋谷でスカウトされ「女子大生グラドル」としてデビューするに至ったが、当時の事務所が「18歳で売り出したい」と考えていたため、5月生まれではすぐに19歳になってしまうことから、学年を変えずにギリギリまで「18歳」を名乗れる10か月後の3月31日にプロフィールを変えさせられていたという。当時、番組の収録終わりに誕生日を祝われたり、バラエティ番組の占い企画で3月生まれとして占われることが「本当につらくて」と振り返っており、「当時は普通にみんなやってた。今はSNSがあるので、すぐバレるから無理だけど」と話している[64][65]。

## 出演

### テレビ

#### 現在の出演番組
レギュラー
- 世界!ニッポン行きたい人応援団（テレビ東京、2016年4月14日 - ）　- スタジオ応援団
- ひるおび!（TBSテレビ、2022年1月13日 - ）※木曜（午後版）コメンテーター
- ドデスカ!+（名古屋テレビ・メーテレ、2023年10月3日 - ）※火曜コメンテーター

不定期出演
- 秘密のケンミンSHOW（読売テレビ制作・日本テレビ・2007年 - ）
- クイズプレゼンバラエティー Qさま!!（テレビ朝日・2007年 - ）
- がっちりマンデー!!（TBS・2007年 - ）
- ヒルナンデス（日本テレビ・2011年 - ）
- たかじんのそこまで言って委員会・そこまで言って委員会NP（読売テレビ・2010年 - ）
- パン旅。（NHK BSプレミアム・2019年 - ）
  - 第4シリーズ・東京穴場のパン屋さん(2)「神楽坂・護国寺 編」（2019年2月27日）
  - 第7シリーズ・横浜メード・イン・ジャパンの新しい風」（2021年3月12日）
- 教えて!ニュースライブ 正義のミカタ（朝日放送テレビ・2022年 - ）
- 上田と女が吠える夜（日本テレビ・2023年 - ）

### インターネット（連載）
- 「眞鍋かをりの即決！2000円で美味しいお取り寄せ」（Hanako.tokyo・2017年8月12日 - ）[66]

### テレビ

#### 過去の出演番組
レギュラー
- BOON!（日本テレビ・1999年10月 - 2002年9月）
- とりあえずイイ感じ。（日本テレビ・1999年10月 - 2001年9月）
- Girls Girls（日本テレビ・1999年10月 - 2000年4月）
- ラブラブ屋（CBC・終了）
- 吉本ばかな（日本テレビ・2000年4月 - 9月）※2代目ばかなガール（アシスタント）
- e-Cluber（テレビ東京・2001年、終了）
- 三宅裕司のドシロウト（山口放送製作・日本テレビ系・2001年4月 - 2002年3月）
- 爆笑問題のススメ（札幌テレビ制作・日本テレビ系、2002年9月 - 2006年3月）
- 笑瓶観光（東海テレビ、2003年4月 - 2004年3月）※準レギュラー
- サイエンスZERO（NHK教育・2003年4月 - 2007年3月）※ナビゲーター
- WAKU★WAKU（中京テレビ・2004年4月 - 2005年9月）
- 中山道（テレビ東京・2005年4月 - 9月終了）
- 鳥越道場（テレビ朝日・2005年12月 - 2006年12月）
- 芸能プロフィール刑事（フジテレビ、2005年4月 - 9月）
- 失恋保険〜女の安心保障〜（テレビ東京・2005年7月 - 2006年1月）
- 眞鍋かをりのブログッズ（BS日テレ・2006年4月 - 2007年6月）
- ブログの女王（テレビ東京・2006年4月 - 9月）
- 世界バレーTV Val!（TBS・2006年4月 - 12月）
- クイズドレミファドン・スペシャル（フジテレビ / ワタナベエンターテインメント・2006年 - 2007年）※司会
- くりぃむしちゅーのたりらリでイキます!!（日本テレビ・2006年7月 - 2007年3月）
- Boot!（TBS・終了）※ericoの声
- ザ・NIPPON検定（フジテレビ・2007年4月 - 9月）
- 今夜はシャンパリーノ（よみうりテレビ・2007年7月 - 2008年2月）※シャンパリーノファミリー
- NIPPON@WORLD（フジテレビ・2007年10月 - 2008年3月）※MC
- ぷれミーヤ!（テレビ朝日・2006年4月 - 2008年9月）※MC
- メガスポ!（テレビ東京・2007年4月 - 2009年3月）※週末メイン司会
- おもいッきりイイ!!テレビ（日本テレビ・2007年10月 - 2009年3月）※月曜日パートナー
- おもいッきりDON!（日本テレビ）
  - 月曜日・金曜日/第1部・第2部コメンテーター（2009年3月 - 10月）
  - 月曜日/第2部コメンテーター（2009年10月 - 12月）
- 情報プレゼンター とくダネ!（フジテレビ）
  - （2005年10月 - 2009年10月、2010年3月 - 2012年3月）※木曜日コメンテーター
  - （2012年4月 - 9月）※月曜日コメンテーター
- run for money 逃走中（フジテレビ、:2008年4月22日、2009年4月2日、2011年12月20日、2012年8月28日、2013年1月6日、13日、2014年1月5日）
- たかじんNOマネー〜人生は金時なり〜（テレビ大阪・2011年1月9日- 2011年10月）
- たかじんNOマネーGOLD（テレビ大阪・2011年10月- 2015年6月）
- 女神ビジュアル（NHK・2012年 - 2013年終了）
- battle for money 戦闘中（フジテレビ、:2012年10月14日、2013年6月30日)
- NHK高校講座世界史（2015年度分）（NHK Eテレ、2015年4月17日 - 2016年3月4日） - 司会[67]
- 金曜報道スペシャル～あなたの知らないニュース（テレビ大阪、2017年4月7日 - 2018年3月30日）
- 千客万来!中尾家deごはん（BS-TBS、2020年4月5日 - 2020年11月1日） - 姪役として出演
- 白熱ライブ ビビット（TBS、2016年10月 - 2019年9月） - 木曜日パーソナリティ（隔週）[68]
- ワイドナショー（フジテレビ、2021年 - 2025年）※不定期ゲストコメンテーター
- ダウンタウンDX（読売テレビ制作・日本テレビ、2007年 - 2025年）

準レギュラー、不定期出演
- グラビアの美少女（MONDO21、1999年）
- とんねるずのみなさんのおかげでした（フジテレビ・1999年）
- シドニーオリンピック中継（民放各局・2000年）※サポーターガールとして
- 世界バリバリ★バリュー（MBS製作・TBS系・2003年 - 2008年）
- 『ぷっ』すま（テレビ朝日・2004年 - 2009年）
- サルヂエ（中京テレビ製作・日本テレビ系・2004年 - 2007年）
- 発掘!あるある大事典II（関西テレビ製作・フジテレビ系・2004年 - 2007年）
- くりぃむしちゅーのたりらリラ〜ン（日本テレビ・2005年 - 2006年）
- 運命の数字（テレビ朝日・2005年 - 2006年）
- 第56回NHK紅白歌合戦（NHK・2005年）※審査員
- クイズ!ヘキサゴンII（フジテレビ・2005年 - 2007年）
- トリノ冬季オリンピック中継（テレビ東京・2006年）※スタジオキャスター
- 脳内エステ IQサプリ（フジテレビ・2006年 - 2009年）
- ブサテク 〜ブサイクの恋愛テクニック〜（テレビ朝日・2006年 - 2007年）
- 美しき青木・ド・ナウ（テレビ朝日・2006年 - 2009年）
- クイズ・ドレミファドン!（フジテレビ・2006年 - 2010年）
- ハッスル・マニア・エイド（スカパー・2005年）
- ハッスル・祭り（テレビ東京・2007年）
- クイズ雑学王（テレビ朝日・2007年 - 2010年）
- ハッスル・マニア（テレビ東京・2008年）
- 和風総本家（テレビ東京、2008年 - 2020年3月19日終了）
- run for money 逃走中（フジテレビ・2008年4月22日、2009年4月2日、2011年12月20日、2012年8月28日、2013年1月6日、13日、2014年1月5日)
- 怒っとOSAKA（よみうりテレビ・2009年5月 - 8月）
- 怒っとJAPAN（よみうりテレビ・2009年9月 - 12月）
- THE1億分の8（TBS・2009年9月 - 12月）
- シアワセ結婚相談所（日本テレビ・2009年9月 - 2010年6月）
- 所さんの日本ジツワ銀行（日本テレビ）
- 爆笑レッドカーペット（フジテレビ・2008年 - 2010年8月）
- 爆笑レッドシアター（フジテレビ・2008年 - 2010年9月）
- 年越し雑学王（テレビ朝日・2008年、2009年、2010年1月1日）
- 熱血!平成教育学院（フジテレビ・2007年 -2010年 ）
- そうだったのか!池上彰の学べるニュース（テレビ朝日・2010年）
- 飛び出せ!科学くん（TBS・2009年4月 - 2011年9月）
- 宝探しアドベンチャー 謎解きバトルTORE!（日本テレビ・2011年 - 2012年）
- Numer0n（フジテレビ・2011年 - 2013年）
- Rotolon（フジテレビ・2012年 - 2013年）
- 見知らぬ関西新発見!みしらん（朝日放送・2011年10月 - 2013年9月）
- 世界行ってみたらホントはこんなトコだった!?（フジテレビ・2011年10月 - 2012年9月、2013年1月23日 - 2015年9月）
- 世紀のワイドショー!ザ・今夜はヒストリー （TBS・2012年3月 - 8月）
- 教科書にのせたい! （TBS・2012年3月 - 9月）
- ヒットの泉〜ニッポンの夢ヂカラ!〜 （テレビ朝日・2012年 - 2013年）
- ソモサン・セッパ!（フジテレビ・2012年 - 2013年）
- ふわふわトーク こんな感じでどうですか? （フジテレビ・2012年 - 2013年）
- お願い!ランキング（テレビ朝日・2012年 - 2013年）
- お願いランキングGOLD（テレビ朝日・2012年 - 2013年）
- 拡散希望中！（テレビ朝日・2014年9月27日）[69]
- オンナのマタヂカラ（MBS・2015年2月4日、2月11日）司会
- 凸凹探検で謎解き!裸にしたいTOKYO（NHK BSプレミアム・2015年4月 - 9月）
- 世界!ニッポン行きたい人グランプリ（テレビ東京・2015年4月19日、8月16日、2016年1月10日）
- あいつ今何してる?（テレビ朝日・2016年8月3日、2018年11月21日）

### ドラマ
- 平成夫婦茶碗〜ドケチの花道〜（2000年、日本テレビ）
- らぶ・ちゃっと（2000年、フジテレビ） - Chat.14「恋人レンタル」に出演
- 涙をふいて（2000年、フジテレビ） - 事務員 役
- アンティーク 〜西洋骨董洋菓子店〜（2001年、フジテレビ） - 島崎珠美 役
- 水曜日の情事（2001年、フジテレビ） - 田畑ミチル役
- ビッグマネー!〜浮世の沙汰は株しだい〜（2002年、フジテレビ） - 木本美幸 役
- 高校教師（2003年、TBS） - 手島絵美 役
- WATER BOYS（2003年、フジテレビ） - 佐久間恵 役
- LOVE&GO!（2003年、関西テレビ）
- 劇団演技者。（2004年、フジテレビ） - 第3回公演作「勝手にノスタルジー」に出演。古沢志保 役
- テイクオフ!（2004年、関西テレビ） - カズキ 役
- 30minutes（2004年、テレビ東京） - #3「バカたちの誘拐」に出演
- さよならの花びら（2005年、テレビ朝日） - 中野奈津子 役
- WATER BOYS 2005夏（2005年、フジテレビ） - 佐久間恵 役
- Moon（2005年、関西テレビ） - イツキ 役
- ナツムシ（2006年、関西テレビ） - 神野蛍子 役
- ロト6で3億2千万円当てた男（2008年、朝日放送・テレビ朝日系列） - 安岡真弓 役
- 戦士の資格（2008年、フジテレビ） - 青山涼子 役
- ウルトラマンR/B（2018年、テレビ東京） - 湊ミオ 役[70]

### 映画
- TERRORS 闇夜〜DARKNESS〜（2001年、フジテレビ映像企画部、DVD作品） - 主演：彩子 役
- BOM!（2001年、ケイエスエス） - 沙耶 役
- ウォーターボーイズ（2001年、東宝） - 佐久間恵先生 役
- キューティーガール〜美少女ボウラー危機一発〜（2003年） - 凄腕プロボウラー 役
- 劇場版 ウルトラマンR/B セレクト！絆のクリスタル（2019年3月8日公開） -　湊ミオ 役[71]
- ノルマル17歳。-わたしたちはADHD-（2024年4月5日、配給：アルケミーブラザース / 製作：トラストフィールディング[72]） - 速水澪 役[73]

### テレビアニメ
- erico（TBS・2006年）

### 劇場アニメ
- 劇場版ポケットモンスター アドバンスジェネレーション ポケモンレンジャーと蒼海の王子 マナフィ（東宝・2006年） - ヒロミ役

### 吹き替え
- ドミノ（2005年） - ドミノ・ハーヴェイ（キーラ・ナイトレイ）
- かちこみ!ドラゴン・タイガー・ゲート（2007年） - ローザ
- TAXi4（2007年） - ペトラ（エマ・シェーベルイ）

### 舞台
- 方南ぐみ企画公演 朗読劇「青空」（2025年2月1日、俳優座劇場）[74]

### ゲーム
- ØSTORY（2000年、エニックス） - 鍋島ひとみ 役

### ラジオ
- 眞鍋かをり くるまえび（TOKYO FM、2000年10月 - 2001年3月終了）
- 眞鍋かをりのをはラジオのオじゃありません（文化放送、古本新之輔 ちゃぱらすかWOO!内の1コーナー、終了）
- 福山雅治のオールナイトニッポンサタデースペシャル・魂のラジオ（ニッポン放送、2002年1月12日分・頑張れ！受験生SPのゲスト講師として出演）
- オレたちやってま〜す（MBSラジオ、2002年4月 - 9月終了）
- ライオン レ・レ・レのレ（文化放送、2002年10月 - 2005年12月終了）
- 眞鍋かをりの特命少女（MBSラジオ、2003年4月 - 2004年3月終了）
- ブジオ!（TBSラジオ、2005年10月 - 2006年3月終了、木曜担当）
- やきぐりバンバン（MBSラジオ、2009年4月 - 10月終了、コンマ3（木曜）担当）
- ゴチャ・まぜっ!（MBSラジオ、2009年11月 - 2010年1月終了）
- 大竹まこと ゴールデンラジオ!（文化放送、2011年4月 - 2015年8月終了、火曜パートナー）
- KOSÉ Your Songs Best10（エフエム東京、2017年4月2日 - 2019年9月29日終了）

### CM
- ららぽーと「SSAWS」 2000 - 2001イメージガール
- NTTドコモ四国
- ロッテ「モナ王〜食べごたえBIG篇」（2002年 - 2003年）
- タケダスポーツ「2003初激売篇」（2003年）
  - 「大ディスカウント祭篇」（2003年）
  - 「トレーニングウェア篇」（2003年）
  - 「ユニフォーム篇」（2003年）
  - 「クリスマス、ジュニアSKIまつり篇」（2003年）
  - 「2003ウインター衝撃のスーパーバーゲン篇」（2003年）
  - 「全品年末売りつくし篇」（2003年）
  - 「ウインター完売宣言篇」（2003年）
- 東京工業品取引所（2005年 - 2009年）
- JRA-VAN（2005年 - ）
- 東洋水産（2006年 - 2007年）
  - 「マルちゃん赤いきつねシリーズ」
  - 「マルちゃん昔ながらのソース焼そば」
- HAIR & MAKE EARTH（2006年）
- 都市再生機構「UR賃貸」（2006年）
- アスカネット「オートアルバム」（2006年 - 2007年）
- ガシー・レンカー・ジャパン「プロアクティブ」（2006年 - ）
- アース製薬「アースレッド」（2006年 - 2008年）
- オーエムエムジー「O-net」（2006年 - 2008年）
- LEC「マナベとはじめるらくらく学べ塾」（2007年 - 2009年）
- NTT番号情報「iタウンページ」（2008年 - 2010年）
- アイランドウィズフィールド「アイ・キューピット」（2008年 - 2009年）
- オリックス証券（2008年 - 2009年）
- 日立製作所「Wooo」（2009年 - 2010年）
- エイチ・アイ・エス「H.I.Sかをりのブログ」（2009年 - 2010年）
- 大正製薬「コバラサポート」（2015年4月 - 2016年3月）[75]
- 政府広報「平成30年7月豪雨復興・全国向けコマーシャル岡山・広島・愛媛観光誘致篇」（2019年1月28日 - ）[76]

### インターネット（連載）
- 日経DUAL 眞鍋かをりのサンカクなキモチ（2016年2月24日 - 2019年1月28日）[77]

### 写真集
- Girl Friend（1999年11月、撮影：上野勇、ぶんか社）ISBN 4-8211-2310-X
- 胸きゅん（2000年5月、撮影：斉木弘吉、ケイエスエス）ISBN 978-4-87709-463-8
- On Visual No.3 眞鍋かをり（2000年9月、撮影：沢渡朔、アスキー） - ムック本写真集。ISBN 4-7561-3484-X
- manabeibe（2000年11月、撮影：木村晴、ワニブックス）ISBN 4-8470-2586-5
- CURE-GIRL（2001年1月、撮影：上野勇、ぶんか社）ISBN 4-8211-2359-2
- Peach!（2001年4月、撮影：小池伸一郎、学研）ISBN 978-4-05-401332-2
- Love BOX（2002年4月、撮影：小池伸一郎、ソニーマガジンズ）ISBN 4-7897-1732-1
- Little Girl Friend（2002年9月、撮影：上野勇、ぶんか社） -「Girl Friend」に未公開カットを加えた文庫サイズ写真集。ISBN 4-8211-2465-3
- No.Mark（2002年10月、撮影：西条 彰人&小塚 毅之&染瀬 直人、音楽専科社）ISBN 4-87279-116-9
- @for you（2003年3月、撮影：上野勇、ぶんか社） - 「CURE-GIRL」に未公開カットを加えた文庫サイズ写真集。ISBN 4-8211-2511-0
- Kawori（2004年3月、撮影：井之元浩二、ワニブックス）ISBN 4-8470-2799-X

### 書籍
- 眞鍋を学べ！（2003年6月、宝島社）ISBN 4-7966-3427-4
- 眞鍋かをりと松本大のいちばんやさしい株のはなし - チカラを抜いて、スローな投資生活を始めよう（2004年7月、日本経済新聞社）ISBN 4-532-35115-4
- 眞鍋かをりのココだけの話（2005年8月、インフォバーン）ISBN 4-901873-51-2
- オイラの美力（2006年11月、集英社）ISBN 4-08-780453-4
- 学校では教えてくれなかった英文法〈基本編〉（2007年4月、表参道出版）ISBN 978-4-434-10485-5
- 学校では教えてくれなかった英文法〈応用編〉（2007年4月、表参道出版）ISBN 978-4-434-10486-2
- 眞鍋かをりと松本大のいちばんやさしいネット株 - 好きな時に、好きな場所で、投資生活はじめたい（2007年7月、日本経済新聞出版社）ISBN 978-4-532-35268-4
- 眞鍋かをりの大人のもつ鍋（2007年11月、三栄書房）ISBN 978-4-7796-0334-1
- 女子！？ごころ（2008年4月、ワニブックス）ISBN 978-4-8470-1764-3
- 眞鍋と学ぶ！フードアナリスト入門 楽しい食の世界（2008年12月、角川・エス・エス・コミュニケーションズ）ISBN 978-4-8275-4382-7
- 眞鍋かをりのココだけの話…といろんな話（2009年9月、コスミック出版）ISBN 978-4-7747-9036-7
- 世界をひとりで歩いてみた  女30にして旅に目覚める（2013年12月、祥伝社 ）ISBN 978-4-396-61471-3

### 雑誌（連載）
- JAFMATE (JAF) 「くるまをマナベ」（2008年7月 - 2010年3月）
- 宝島（宝島社）「眞鍋を学べ！」（2000年3月 - 2003年4月）
- メルちょ@Getta!（キューブリック）「眞鍋かをりのケータイフォト日記」（2003年3月 - 2007年2月）
- サブラ（小学館）「眞鍋かをり マナベディア」（2006年12月 - 2009年1月）
- 週刊ポスト（小学館）「眞鍋かをり ココだけで教えて！」（2007年11月 - 2009年3月）

### ビデオ/DVD
- nature（2000年2月、ベガファクトリー）
- variety（2000年3月、ベガファクトリー）
- 日テレジェニック2000 Supreme（2000年7月、バップ）
- KAWORISM（2000年11月、ラインコミュニケーションズ）
- 眞鍋かをり スペシャルDVD（2000年、h.m.p）
- 日テレジェニック2000〜メモワール・ドゥー〜（2000年12月、バップ） - オムニバス作品。共演：谷理沙、福井裕佳梨、上原まゆみ
- FAVORITE（2001年1月、ビームエンタテインメイント）
- Advance（2001年4月、ベガファクトリー） - オムニバスビデオ作品。共演：藤川のぞみ、小倉優子、中根祥子、梨和舞
- memorial（2001年5月、バウハウス）
- FINAL ESCAPE-Fairy（2001年8月、VMGファンハウス） - 2005年6月に再発売。
- 眞鍋かをりのドキドキきもだめし（2001年9月、トランスフォーマー） - VHS作品「TV放送禁止シリーズ」の1つ。
- Don't Wolly（2001年12月、ジーダス）
- Sweet Summer（2002年8月、ラインコミュニケーションズ）
- Bikiniの休日（2002年8月、h.m.p）
- 眞鍋かをり Special DVD-BOX（2003年8月、ラインコミュニケーションズ） - 「KAWORISM」「Sweet Summer」に特典ディスクを収録した3枚組DVD。
- 近距離恋愛（2003年6月、フォーサイド・ドット・コム）
- メイキングof近距離恋愛デート（2003年7月、フォーサイド・ドット・コム）
- R#602 眞鍋かをり〜Mannequin〜（2003年9月、テレビ朝日/角川書店） - テレビ朝日放送 R#（ルームナンバー）「わたし」の完全収録版。
- Se-女！A 眞鍋かをり（2004年1月、GPミュージアムソフト）
- Silky Collection Se-女2!B 眞鍋かをり（2004年8月、イーネット・フロンティア）
- 眞鍋かをり KaoRemiX（2004年9月、ラインコミュニケーションズ） - 「KAWORISM」「Sweet Summer」を再編集。
- アバンギャルズ！（2008年7月、竹書房） - オムニバス作品。CRぱちんこアバンギャルド登場のアイドルによるDVD。共演：藤崎奈々子、小倉優子、山川恵理佳、浜田翔子、折原みか、北村ひとみ、海川ひとみ、井尚美